# Bernabé Arnaudo
Bernabé José Ángel Arnaudo (La Rioja, 10 de agosto de 1930) es un político argentino, perteneciente al Partido Justicialista, que ocupó el cargo de gobernador de la provincia de La Rioja entre el 10 de diciembre de 1991 y el 10 de diciembre de 1995, sucediendo a Alberto Gregorio Cavero.

## Trayectoria
Fue elegido Gobernador de La Rioja en 1991, junto con Luis Beder Herrera, quien se venía desempeñando como gobernador interino. En 1993 ocurrieron manifestaciones conocidas como Riojanazo, las cuales se dieron en torno al rechazo a una ley que disponía el despido de gran cantidad de empleados públicos en medio de recortes económicos para acompañar la gestión económica nacional de Carlos Menem, por lo que se tuvo que desistir de la misma tiempo después.[cita requerida]
Cercano al expresidente Carlos Menem, éste lo designó, al finalizar su gestión como gobernador, presidente del Instituto Nacional de Acción Cooperativa y Mutual, por cuya gestión fue procesado por administración fraudulenta.
Fue candidato a Diputado nacional, compitiendo en las internas con Adrián Menem, hijo de Eduardo Menem, hermano de Carlos, con quien tenía diferencias políticas.
En la actualidad, se encuentra retirado de la función pública, y posee una forrajería en la ciudad de Buenos Aires.[cita requerida] Posee una plazoleta que lleva su nombre en el barrio Suboficiales de la ciudad de La Rioja. En su honor existe una calle en La Rioja.